# Windmotor Spanga
De Windmotor Spanga is een poldermolen bij het Fries-Stellingwerfse dorp Spanga, dat in de Nederlandse gemeente Weststellingwerf ligt. De molen is een kleine niet-maalvaardige Amerikaanse windmotor. Hij staat ten oosten van de Spangahoekweg in het zuidelijke deel van het natuurgebied de Rottige Meente. De windmotor, die in 2008 in vervallen toestand verkeerde, is niet voor publiek geopend.